# Parque nacional de Khlong Lan
El parque nacional de Khlong Lan (en tailandés, คลองลาน) es un área protegida del norte de Tailandia, en la provincia de Kamphaeng Phet. Declarado en 1982, el 44.º parque nacional del país, tiene una superficie total de 300 kilómetros cuadrados.
El parque se extiende por partes de los distritos de Khlong Lan y Mueang. Es la última jungla exuberante de la provincia. Presenta un paisaje accidentado de montaña. Aquí nacen muchos ríos y arroyos, como el Khlong Khlung y Khlong Suan Mak, que son afluentes del río Ping. 